# Республика Корея на зимних Олимпийских играх 2006
Республика Корея принимала участие в Зимних Олимпийских играх 2006 года в Турине (Италия) в пятнадцатый раз за свою историю, и завоевала две бронзовые, одну серебряную и три золотые медали. Сборную страны представляло 40 спортсменов, в том числе 14 женщин.

## Золото
- Шорт-трек, мужчины, 1000 метров — Ан Хён Су.
- Шорт-трек, мужчины, 1500 метров — Ан Хён Су.
- Шорт-трек, мужчины, 5000 метров, эстафета — Ан Хён Су, Ли Хосок, Со Ходжин, Сон Согу.
- Шорт-трек, женщины, 1000 метров — Чин Соню.
- Шорт-трек, женщины, 1500 метров — Чин Соню.
- Шорт-трек, женщины, 3000 метров, эстафета — Чин Соню, Пён Чхонса, Чхве Ынгён, Чон Дахе, Кан Юнми.

## Серебро
- Шорт-трек, мужчины, 1000 метров — Ли Хосок.
- Шорт-трек, мужчины, 1500 метров — Ли Хосон.
- Шорт-трек, женщины, 1500 метров — Чхве Ынгён.

## Бронза
- Шорт-трек, мужчины, 500 метров — Ан Хён Су.
- Конькобежный спорт, мужчины, 500 метров — Ли Гансок.